# Ли Хаонан
Ли Хаонан е китайски баскетболист. Той е роден 13 юли 1999 г. Той се състезава на летните олимпийски игри през 2020 г. Отборът му завърши на осмо място.